# Metapioplasta burmana
Metapioplasta burmana är en fjärilsart som beskrevs av Swinhoe 1905. Metapioplasta burmana ingår i släktet Metapioplasta och familjen nattflyn. Inga underarter finns listade i Catalogue of Life.